# 마스야 리카
마스야 리카(일본어: 増矢 理花, 1995년 9월 14일 ~ )는 일본의 여자 축구 선수이다.

## 국가대표팀 경력
2012년 FIFA U-17 여자 월드컵에 출전했다.
그녀는 2014년 9월 13일 가나과의 경기에서 일본 국가대표팀에 데뷔했다. 2014년과 2018년 아시안 게임, 2018년 AFC 여자 아시안컵에도 출전했다. 2018년, 아시안컵과 아시안 게임 우승. 그녀는 2018년까지 국제 A매치 통산 27경기에 출전, 6득점을 넣었다.

## 통계
| 일본 | 일본 | 일본 |
| 연도 | 출전 | 득점 |
| ---- | ---- | ---- |
| 2014 | 7    | 2    |
| 2015 | 3    | 1    |
| 2016 | 3    | 0    |
| 2017 | 2    | 0    |
| 2018 | 12   | 3    |
| 통산 | 27   | 6    |